# Falando de Amor (álbum de Cassiane e Jairinho)
Falando de Amor é uma coletânea da dupla Cassiane e Jairinho, lançada em abril de 2010 pela gravadora MK Music.
O disco soma canções românticas lançadas pelos músicos, incluindo as coletâneas Amo Você. A produção é assinada por Jairinho Manhães.

## Faixas
1. "O Tempo não Pode Apagar"
2. "Razão da Minha Vida"
3. "Sentimento de Amor"
4. "Nossa História de Amor"
5. "Eternos Namorados"
6. "Lar Feliz"
7. "Mais que Um Sonho"
8. "Pra Sempre Te Amo"
9. "Você e Eu"
10. "Cada Instante de Nós Dois"
11. "O Amor"
12. "Jeito de Amar"